# IC 2486
IC 2486 — галактика типу SBbc (компактна витягнута галактика) у сузір'ї Лев.
Цей об'єкт міститься в оригінальній редакції індексного каталогу.